# Lijst van de leden van de Hoge Raad voor de Justitie (2020-2024)
Dit artikel geeft een lijst van de leden van de Hoge Raad voor de Justitie en hun opvolgers, voor de periode 2020 – 2024.

## Nederlandstalig college

### Nederlandstalig benoemings-en aanwijzingscommissie
Werden verkozen als lid:
1. Lucia Dreser, Rechter van de familie- en jeugdrechtbank in de rechtbank van eerste aanleg West-Vlaanderen
2. Joke Baeck, Docent aan de UGent
3. Filip Claes, Advocaat-generaal bij het hof van beroep te Antwerpen
4. Els Herregodts, Advocaat-generaal bij het Hof van Cassatie
5. Chantal Lanssens, Advocaat-generaal bij het hof van beroep te Gent
6. Walter Muls, Advocaat
7. Nick Peeters, Advocaat
8. Gunter Stevenaert, Advocaat
9. Piet Taelman, Hoogleraar aan de UGent
10. Pierre Thirriar, Raadsheer in het hof van beroep te Antwerpen
11. Bernard Tilleman, Hoogleraar aan de KU Leuven
12. Daniel Van Den Bossche, Afdelingsvoorzitter in de rechtbank van eerste aanleg Oost-Vlaanderen
13. Charlotte Verhaeghe, Advocate

Nam ontslag
1. Carl Bergen, Advocaat-generaal bij het hof van beroep te Gent. Nam in maart 2024 ontslag na fraude bij het magistratenexamen.[1]

### Nederlandse advies en onderzoekscommissie
Werden verkozen als lid:
1. Frank Franceus, Adviseur-generaal FOD Bosa
2. Sonja Becq, Erelid van de Kamer van volksvertegenwoordigers
3. Jorn Dangreau, Vrederechter van het kanton Torhout
4. Isabelle De Tandt, Substituut-procureur-generaal bij het hof van beroep te Gent
5. Saskia Kerkhofs, Advocate
6. Bruno Lietaert, Raadsheer in het arbeidshofte Gent
7. Hilde Melotte, Advocate
8. Ben Pieters, Substituut-procureur-generaal bij het hof van beroep te Brussel

## Franstalig college

### Franstalig benoemings-en aanwijzingscommissie
Werden verkozen als lid:
1. Vanessa de Francquen, Advocate
2. Jean-Baptiste Andries, Advocaat-generaal rechtbank bij het hof van beroep te Luik
3. Najat Arbib, Rechter bij de rechtbank van eerste aanleg te Luik
4. Catherine Badot, Advocaat-generaal rechtbank bij het hof van beroep te Bergen
5. Jean-Michel Demarche, Afdelingsrevisor bij de arbeidsauditor te Luik
6. Pedro Ferreira Marum, Adjunct directeur generaal, preventiedienst jeugdhulp
7. Xavier Ghuysen, Vrederechter in het eerste kanton te Luik
8. Elvira Heyen, Avocate
9. Philippe Lambrecht, Professor aan het UC Louvain
10. Eric Lemmens, Avocaat
11. Emmanuel Mathieu, Voorzitter van het hof van beroep te Bergen
12. Julien Moinil, Federaal magistraat bij het federaal parket
13. Pierre Nicaise, Notaris
14. André Risopoulos, adocaat en docent aan de Solvay Brussels School

### Franstalig advies en onderzoekscommissie
Werden verkozen als lid:
1. Valerie Delfosse, Rechter bij de Franstalige politierechtbank te Brussel
2. Françoise Collin, Juriste mbt schuldbemiddeling
3. André Delhez, Expert
4. Joseph George, Avocaat
5. Christine Guillain, Professor aan de Universiteit Saint-Louis Bruxelles
6. Hervé Louveaux, Vice-voorzitter bij de Franstalige rechtbank van eerste aanleg te Brussel
7. Florence Reusens, Substitut van de procureur des konings te Namen
8. Thierry Werquin, Advocaat-generaal rechtbank bij het hof van cassation

## Nota
(*) Kandidaten voorgedragen door de orden van advocaten of door de universiteiten en hogescholen van de Vlaamse en Franse Gemeenschap.
(**) Kandidaten met kennis van het Duits.